# Shogo Hayashi
Shogo Hayashi (林 昇吾 Hayashi Shogo?), född 9 april 1997 i Tokyo prefektur, är en japansk fotbollsspelare.
Hayashi började sin karriär 2014 i Tokyo Verdy. Han spelade 14 ligamatcher för klubben.